# Marilyn Musgrave
Pour les articles homonymes, voir Musgrave.
Marilyn Neoma Musgrave, née Shuler à Greeley dans le Colorado le 27 janvier 1949, est une femme politique américaine, membre du parti républicain. Elle a été membre de la Chambre des représentants des États-Unis pour le 4e district du Colorado de 2003 à 2009. Son district comprend la majeure partie de l'Est de l'État, en dehors des aires urbaines de Denver et de Colorado Springs, et la grande partie de sa population se trouve dans les agglomérations de Fort Collins, de Loveland et de Greeley.
Marilyn Musgrave a été membre de la commission de l'agriculture et de la commission pour les petites entreprises. Au 110e Congrès des États-Unis, elle a été la chef de l'opposition de la sous-commission pour les récoltes spéciales, le développement rural et l'agriculture à l'étranger (Specialty Crops, Rural Development and Foreign Agriculture). Elle a également été membre du Republican Steering Committee, c'est-à-dire de la commission du parti républicain chargée entre autres, de nommer les membres des représentants républicains aux différentes commissions de la Chambre des représentants. Elle est la première femme républicaine du Colorado à avoir été élue au Congrès.
Lors des élections législatives de 2008, Musgrave a été battue par la démocrate Betsy Markey avec un score de 44 % contre 56 % et son mandat a pris fin le 3 janvier 2009. Peu après, elle s'est mise au service de la Susan B. Anthony List, une organisation pro-vie dont elle est devenue la vice-présidente chargée des affaires publiques (Vice President of Government Affairs),.

## Origines et début de carrière politique
Marilyn Musgrave est née à Greeley dans le Colorado. Élève au lycée de Eaton, elle termine ses études secondaires en 1968. Elle entre alors à l'Université d'État du Colorado à Fort Collins et obtient une licence ès Arts en 1972. Elle se marie au cours de ses études à l'université. Elle et son mari, Steve Musgrave, s'installent ensuite à Fort Morgan, toujours dans le Colorado, où ils possèdent et gèrent une petite entreprise. Marilyn Musgrave a aussi enseigné à l'école. Ils ont quatre enfants et huit petits-enfants.
Sa carrière électorale débute en 1991, lorsqu'elle siège, durant un mandat, à la commission scolaire du comté de Morgan. Elle s'occupe alors de changer le programme local du cours d'éducation sexuelle en un cours dédié exclusivement à l'abstinence. Elle participe aussi à la section locale du National Right to Life Committee (le comité national pour le droit à la vie, une organisation américaine pro-vie), dont elle devient un temps la présidente. Elle est par la suite élue à la Chambre des  représentants de l'État du Colorado en 1992 et en reste membre jusqu'en 1998, date de sa campagne électorale victorieuse aux élections sénatoriales de l'État du Colorado. Elle est ensuite élue par ses collègues républicains au poste de présidente du comité républicain du Sénat du Colorado (Senate Republican Caucus Chairman). En 2002, elle se lance dans la campagne législative du 4e district du Colorado, le siège étant laissé vacant par le républicain Bob Schaffer.
Marilyn Musgrave est une fervente pentecôtiste, elle est membre de l'église des Assemblées de Dieu. C'est l'une des trois pentecôtistes du 110e Congrès. Les autres - tous républicains - sont Tim Johnson de l'Illinois et Todd Tiahrt du Kansas.
Au cours de la législature d'État, elle fut l'une des parlementaires les plus conservatrices, affrontant souvent les républicains plus modérés socialement. Elle consacra la plupart de son temps aux questions sociales et combattit la légalisation du mariage entre personnes de même sexe, l'homoparentalité et l'union civile. Elle fut également active sur les questions touchant aux petites entreprises et à l'agriculture, en particulier en rédigeant des lois exemptant de taxe sur la vente les vendeurs de matériel agricole et en baissant les taxes sur les petites entreprises.

## Historique des élections

### Élection de 2002
En 2002, le parlementaire Bob Schaffer ne se représentant pas dans le 4e district du Colorado, Marilyn Musgrave s'engage alors dans la campagne pour la nomination du candidat républicain pour l'élection à la Chambre des représentants.  Elle gagne cette primaire face à l'homme d'affaires Jeff Bedingfield, profitant notamment du soutien de Bob Schaffer et de l'ancien sénateur du Colorado William Armstrong. 
En novembre, elle gagne l'élection avec 55 % des voix contre 42 % pour son adversaire démocrate Stan Matsunaka, par ailleurs président du Sénat du Colorado, et devient ainsi représentante du 4e district de l'État. Un certain nombre d'éléments favorables permirent cette victoire : le fait que le district soit aux mains de républicains depuis 1973, les moyens financiers importants dont elle disposait, le contexte national favorable aux républicains et enfin la réélection du très populaire Bill Owens au poste de gouverneur républicain de l'État du Colorado.

### Réélection de 2004
En 2004, Marilyn Musgrave se représente une nouvelle fois face à Stan Matsunaka. Alors que celui-ci se lance seul dans la course en mai et récolte près de 800 000 dollars, Marilyn Musgrave est la cible de rudes attaques portées par une organisation de type groupe 527, créée par des philanthropes coloradiens tels que le chef d'entreprise et militant pour les droits des homosexuels Tim Gill. Ainsi, une publicité montrait une actrice déguisée en Marilyn Musgrave, fouillant dans la poche d'un cadavre et volant un soldat au combat. 
Au cours de la campagne, Stan Matsunaka traita son adversaire de « one-trick pony » (une expression familière qui désigne une personne limitée, qui ne sait faire qu'une seule chose), en référence au fait qu'elle se focalise beaucoup sur l'interdiction du mariage entre personnes de même sexe. Il lui reprocha aussi d'avoir manqué aux besoins du 4e district et d'avoir fourni des efforts insuffisants envers les électeurs qui lui demandaient de l'aide. 
Étonnamment, l'issue de l'élection fut longtemps incertaine et l'on dû attendre que les derniers résultats du vote soient comptabilisés pour connaître le nom du vainqueur. Finalement, Marilyn Musgrave parvint à sauver son siège avec 51 % des voix contre 45 % pour Stan Matsunaka. Elle gagna la plupart des comtés ruraux du district, avec un score double de celui de son adversaire. Cependant, 85 % des votes du district sont concentrés dans les comtés de Larimer (dont le siège est Fort Collins) et de Weld (dont le siège est Greeley). Marilyn Musgrave perdit le comté Larimer par 4 100 voix d'écart et perdit aussi la partie du comté de Boulder. Elle ne doit sa réélection que grâce à sa victoire dans le comté de Weld où elle devance son opposant de quinze points soit presque 10 000 voix, une différence de points beaucoup plus élevée que la différence au niveau de l'ensemble du district. Elle a sans doute été aussi aidée par la victoire avec 58 % des voix dans ce district, de George Bush à l'élection présidentielle de la même année.

### Réélection de 2006
En 2006, Marilyn Musgrave affronte Angie Paccione, une représentante démocrate de l'État du Colorado, ainsi qu'Eric Eidsness, le candidat du parti réformateur. Celui-ci, alors membre du parti républicain, avait dans un premier temps lancé un comité exploratoire en vue de participer à une primaire républicaine contre la représentante sortante Marilyn Musgrave. Mais il préféra finalement quitter le parti républicain pour le parti réformateur. En 2007, il a en fin de compte rejoint le parti démocrate.
Le résultat de l'élection fut encore plus serré qu'en 2004. Marilyn Musgrave fut réélue avec une différence de seulement 5 984 voix. Elle récolta 45.61 % des voix contre 43.12 % pour Angie Paccione et 11.28 % pour Eric Eidsness. Elle perdit dans le comté de Larimer avec une marge plus importante qu'en 2004 mais remporta une nouvelle fois le comté de Weld, avec cependant seulement 6 678 voix d'écart soit moins qu'en 2004.  

### Campagne de 2008
Marilyn Musgrave s'est représentée en 2008 en vue d'un quatrième mandat consécutif. Son adversaire était Betsy Markey, l'ancienne présidente du parti démocrate du comté de Larimer. Musgrave a perdu avec 44 % des votes contre 56 % pour Betsy Markey. Comme en 2004 et 2006, elle a remporté son duel dans la plupart des comtés ruraux du district et a été sérieusement distancée dans le comté de Larimer avec 32 300 voix d'écart. Mais à la différence des élections précédentes où elle pouvait comptait sur le comté de Weld pour conserver son siège, elle arriva cette fois-ci derrière son adversaire démocrate avec 5 700 votes en moins, ce qui provoqua sa défaite.

## Idéologie politique
Marilyn Musgrave est généralement désignée comme fortement conservatrice. L'union conservatrice américaine (American Conservative Union) la classa parmi les membres les plus conservateurs de la Chambre des représentants, avec même un score de 99 % en 2006 et de 99,20 % en 2007 concernant le critère du droit à la vie. Le National Journal la classa quant à lui comme la 28e représentante la plus conservatrice en 2007. 
Son site internet officiel comporte en évidence le slogan « Defending our way of life through conservative leadership » que l'on peut traduire par : défendre notre mode de vie à travers les valeurs conservatrices. Elle est membre du Republican Study Committee, un caucus de membres républicains conservateurs de la Chambre des représentants, et à l'intérieur de ce caucus, elle participa au Values Action Team, un sous-groupe chargé d'introduire dans la législation, les revendications de la droite chrétienne. En 2005, le Centre pour la politique chrétienne (Center for Christian Statesmanship) du télévangéliste D. James Kennedy, lui a décerné le prix intitulé « Distinguished Christian Statesman ». 
Parmi les autres organisations avec lesquelles Marilyn Musgrave est associée, on trouve : Focus on the family, Alliance for Marriage (alliance pour le mariage), Family Research Council (conseil de recherche de la famille), National Taxpayers Union (union nationale des contribuables), Christian Coalition of America (coalition chrétienne d'Amérique) et Traditional Values Coalition (coalition pour les valeurs traditionnelles). Par ailleurs, Marilyn Musgrave a effectué des voyages parrainés par la Heritage Foundation (fondation Heritage) et par le Club for Growth (club pour la croissance), afin de participer à des débats ou des conférences.

### Mariage entre personnes de même sexe
Marilyn Musgrave est avant tout connu pour avoir déposé l'amendement fédéral sur le mariage (Federal Marriage Amendment) devant le 108e et le 109e Congrès. Cet amendement à la Constitution des États-Unis, qui a finalement été rejeté, avait été initialement écrit par l'Alliance pour le mariage (Alliance for Marriage). Il définissait le mariage comme étant « l'union d'un homme et d'une femme » et interdisait toute reconnaissance du mariage entre personnes de même sexe. Le 18 juillet 2006, lors d'un discours devant la Chambre des représentants, Marilyn Musgrave déclarait : « Je pense qu'il n'y a pas de meilleur bien que ce corps puisse accomplir que celui de promouvoir et de défendre l'idée que chaque enfant mérite un père et une mère ».  
Dans un discours de septembre 2006 lors d'un rassemblement organisé par le Family Research Council, Marilyn Musgrave avertissait l'auditoire que « le futur est morose à moins que nous fassions ce que nous devons faire pour gagner ce combat » et que « parmi les problèmes auxquels nous sommes confrontés aujourd'hui, je pense qu'il n'y a rien de plus important en ce monde que la question du mariage »,. Plus tard, à l'occasion de l'élection législative de 2006, elle prit ses distances avec ces précédentes déclarations.

### Avortement

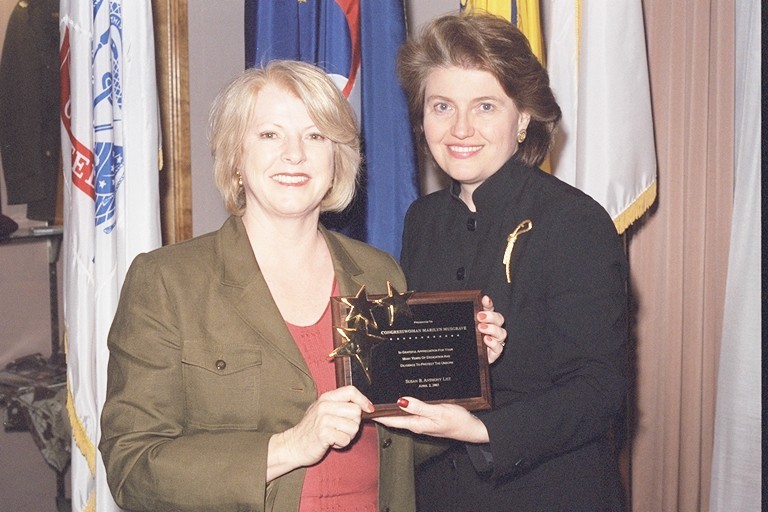
Marilyn Musgrave (à gauche) reçoit le prix « pro-life Susan B. Anthony ».

Marilyn Musgrave est une fervente opposante à l'avortement. Au niveau national, elle a soutenu le Partial-Birth Abortion Ban Act, une loi interdisant l'avortement dans les derniers mois de la grossesse, ainsi que le Child Custody Protection Act, une loi qui qualifie de crime fédéral, le fait de transporter une mineure enceinte en franchissant les frontières d'un État afin qu'elle subisse un avortement, sans l'accord préalable des parents si cet accord est obligatoire selon la loi en vigueur dans l'État de résidence de la mineure en question. Marilyn Musgrave a reçu le soutien de la Susan B. Anthony List, un comité d'action politique pro-vie. 
Marilyn Musgrave est opposée aux recherches sur les cellules souches obtenues à partir d'embryons issus de l’avortement. Elle fut aussi une vive partisane de l'intervention du Congrès dans l'affaire Terri Schiavo. Ainsi, en mars 2005, elle déclarait devant la Chambre des représentants : « Lorsque j'entends parler d'état végétatif permanent, cela me choque. Terri sourit et reconnait les gens qui l'aiment quand ils viennent la voir. Elle pleure quand ils partent. Comment pouvons-nous être aussi cruels pour traiter Terri Schiavo de légume ? À quoi pensons-nous ? ». « Lorsque nous réfléchissons à cette affaire, nous devons penser au message que nous envoyons à nos enfants et à nos petits-enfants. Ce que nous faisons dans cette Chambre ce soir est aussi important que tout ce que nous avons fait pour défendre notre nation, en agissant en tant que membre du Congrès ». 
Marilyn Musgrave est aussi intervenue dans une polémique sur la pilule du lendemain. Le 25 juillet 2005, elle critiqua un témoin, auditionné par une sous-commission du Congrès, qui avait déclaré s'être senti « humilié et discriminé » lorsqu'un pharmacien a refusé de lui vendre la pilule du lendemain qui lui avait été prescrite. La représentante affirma que le fait de s'être vu refusé ce type de prescription constituait simplement une « incommodité ». En 2003, elle déposa un amendement au Runaway, Homeless, and Missing Children Protection Act, la loi de protection des enfants fugueurs, sans-abri et disparus, qui interdisait la distribution de contraceptif aux adolescentes en fugue. Elle fut déboutée.

### Second amendement
Marilyn Musgrave est fermement opposée au contrôle des armes à feu. Elle a réussi à faire adopter un amendement empêchant le financement de la vérification du respect de l'obligation fédérale de vendre les pistolets avec un verrou de détente. Elle est la fondatrice du 2nd Amendment Caucus (Caucus du deuxième amendement) et cherche des moyens de protéger les fabricants et vendeurs d'armes à feu contre certains types de procès auxquels ils doivent parfois faire face. 
Marilyn Musgrave est proche des Gun Owners of America (GOA), une organisation pro-arme considérée comme étant plus radicale que la National Rifle Association. Un de ses proches soutiens, depuis qu'elle fut représentante de l'État du Colorado, est Dudley Brown, le directeur des GOA du Colorado (Rocky Mountain Gun Owners). Le 25 septembre 2004, elle fut une intervenante spéciale au déjeuner de remise des prix de la 19e conférence sur la politique du port d'armes (Gun Rights Policy Conference). Elle fut alors nommée « Législateur de l'année pour le port d'armes » (Gun Rights Legislator of the Year). 

### Instruction à la maison
Marilyn Musgrave milite pour un changement des lois afin de soutenir davantage les familles qui pratiquent l'instruction à la maison. Selon son site internet, elle pense que l'État intervient trop dans la vie des familles. Elle a elle-même mis en pratique l'instruction à la maison ou home schooling avec l'un de ses enfants. 
Elle est étroitement liée à la Home School Legal Defense Association (HSLDA), une association de défense et de promotion de l'instruction à la maison. Ainsi, des membres de Generation Joshua, une section de la HSLDA qui s'efforce de favoriser l'engagement des jeunes en politique, ont participé aux dernières heures de la campagne législative de 2006 dans le district de Marilyn Musgrave. 

### Économie
Marilyn Musgrave est une des plus franches partisanes de la législation sur le droit au travail (Right-to-work law) et fut l'un des soutiens au Congrès à la loi sur le droit national au travail (The National Right to Work Act). Le président de la fondation du droit national au travail, Mark Mix, organisa une collecte de fonds pour elle, au Harvard Club de New York en 2006. Après le passage de l'ouragan Katrina en 2005, elle mena, avec d'autres représentants, le mouvement qui pressa 
le président George Bush de suspendre la loi Davis-Bacon dans la région de la Côte du Golfe (George Bush fut par la suite obligé d'annuler cette suspension).

### Impôts
Marilyn Musgrave est une fervente partisane des réductions de l'impôt sur le revenu et soutient le fait de rendre permanentes, les réductions d'impôts effectuées par George Bush. Elle soutient également la suppression des droits de succession et a voté en faveur des réductions des tarifs douaniers sur les produits importés.  

### Religion
Comme mentionné plus haut, Marilyn Musgrave est une fervente pentecôtiste. 
En juin 2006, elle fut à l'origine d'une proposition au Congrès qui consistait à déclarer l'année 2007 « Année nationale de la Bible ». La proposition demandait au président George Bush de faire une déclaration officielle appelant tous les citoyens à « redécouvrir et appliquer l'inestimable et intemporel message de la Bible » et les encourageant à se joindre au gouvernement fédéral des États-Unis pour célébrer l'année nationale de la Bible avec « des programmes, des cérémonies et des activités ». La proposition fut rejetée en commission. 
En juin 2005, elle cita le télévangéliste D. James Kennedy, l'un des leaders du dominionisme, comme étant l'un de éléments qui l'ont poussée à entrer en politique : « Lorsque j'ai commencé à écouter pour la première fois D. James Kennedy dans Truths That Transform, j'étais tellement encouragée par le fait qu'il y ait un ministre de l’Évangile qui disait ce qui était juste et ce qui était faux et quelle était notre responsabilité en tant que chrétiens dans cette grande nation ». « Ce genre de choses grandit en moi à travers les années, et ici [aujourd'hui], je vote sur les questions morales. Je veux juste dire à l'équipe du Christian Statesman que Dr Kennedy est un héros pour moi ».
Lors du débat de la primaire républicaine de 2002, à Greeley dans le Colorado, face à son opposant Jeff Beddingfield, Marilyn Musgrave déclara que le premier amendement de la constitution des États-Unis ne sous-entendait pas « la liberté de la religion ». Elle faisait ici référence au droit pour les citoyens que la religion n'interfère pas avec le pouvoir politique (freedom from religion, et non freedom of religion). Dans une interview de 2003 à Today's Pentecostal Evangel, elle expliqua comment ses croyances religieuses jouaient un rôle clef dans sa fonction de représentante :
« Les problèmes dans notre culture sont juste les symptômes des problèmes spirituels de notre nation. Nous devons retourner vers Dieu et vers les principes bibliques pour avoir les réponses. Il y a des limites à ce que nous pouvons faire, mais je suis si reconnaissante d'avoir une voix et un vote ».
En mars 2007, Marilyn Musgrave rejoignit le Congressional Prayer Caucus, un caucus dont  le président est Randy Forbes, un représentant républicain de Virginie. Celui-ci indiqua que l'objectif de ce groupe était de « construire un mur spirituel de prières autour de l'Amérique ».
En mai 2007, Marilyn Musgrave participa au « Marathon de lecture de Bible » devant la façade Ouest du Capitole des États-Unis.

## Classements
- Le NRA-PVF (National Rifle Association Political Victory Fund), le comité d'action politique de la National Rifle Association, a décerné un A à Marilyn Musgrave pour son soutien au droit au port d'armes dans le cadre de ses activités au Congrès[46]. Pour le NRA-PVF, une note A signifie qu'elle est fermement favorable au port d'armes et qu'elle a « soutenu les positions de la NRA à l'occasion des votes clés »[47].

- Le Center for Christian Statesmanship du pasteur D. James Kennedy, lui a décerné le prix intitulé « Distinguished Christian Statesman » en 2005[14].

- La Christian Coalition of America (Coalition chrétienne d'Amérique) lui a attribué un score de 100 % pour son soutien aux lois considérées comme conformes aux valeurs de cette organisation[48]. La Christian Coalition a été fondée en 1989 par Pat Robertson pour aider les conservateurs chrétiens à se faire entendre de leur gouvernement[49].

- Le NEA Fund for Children and Public Education, le comité d'action politique de la National Education Association, un syndicat représentant le personnel de l'enseignement public, lui a décerné la note F concernant les questions d'enseignement public pour les 109e et 110e Congrès[50]. Pour établir sa carte de score, la NEA se base sur le soutien des parlementaires à l'éducation publique et aux enseignants lors des votes du Congrès ainsi que sur cinq autres critères définis par l'organisation[50].

- La League of Conservation Voters, une organisation qui milite pour faire entendre les idées écologiques en politique, lui a attribué un score de 5 % pour l'année 2007 (1re session du 110e Congrès)[51], ce qui indique une attitude de vote anti-écologique[52]. Pour établir sa carte nationale de score écologique, cette ligue s'appuie sur les votes des parlementaires concernant les questions écologiques. Lors des 108e et 109e Congrès, Marilyn Musgrave s'est vue affecter un score de 3 %[51].

- L'organisation Republicans for Environmental Protection (Les Républicains pour la protection environnementale) publia en avril 2006 une carte de score des membres du Congrès, établie à partir de calculs basés sur un ensemble de douze votes lors de la première session du 109e Congrès. Marilyn Musgrave obtient une note de -4[53]. Elle se voit également décerner un « démérite » pour avoir signé, avec 56 autres représentants, une « Dear Colleague letter[54] » appelant les membres du House Republican Caucus à apporter leur soutien aux forages pétroliers et gaziers dans la région de l'Arctic National Wildlife Refuge, en Alaska[53].

- Le Children's Defense Fund (Fond de défense des enfants) présenta en janvier 2007 sa carte de score des membres du Congrès pour l'année 2006. Celle-ci, basée sur des calculs effectués à partir d'un ensemble de dix votes au cours de la deuxième session du 109e Congrès, attribue un pourcentage de 30 % à Marilyn Musgrave[55].

- En septembre 2006, les Citizens for Responsibility and Ethics in Washington (les citoyens pour la responsabilité et l'éthique à Washington), une association de défense progressiste dont le but est de « promouvoir l'éthique et la responsabilité » en politique, mentionne Marilyn Musgrave dans sa liste des « vingt membres du Congrès les plus corrompus »[56]. Elle fut aussi accusée en septembre 2005 de s'être servie des moyens de son bureau du Congrès pour faire campagne et d'avoir utilisé son franking privilege pour envoyer du matériel de campagne à un candidat local qu'elle souhaitait aider[57]. Le franking privilege est le privilège donné aux parlementaires américains de ne pas payer l'envoi de courriers. Il est normalement utilisé lorsqu'ils répondent à des lettres envoyées par leurs électeurs ou lorsqu'ils envoient des courriers d'information à leurs électeurs. Guy Short, son chef de cabinet rejeta toutes ses accusations : « Tout cela est faux » affirma-t-il[57].

- En 2006, le magazine Rolling Stone classe Marilyn Musgrave comme étant la 10e pire membre du Congrès[58]. Il critiqua durement ses prises de position sur l'homosexualité et sur le mariage entre personnes de même sexe, en la surnommant « le soldat chrétien ». Sur le site internet du magazine, un morphage transforme la photo de Marilyn Musgrave en Ned Flanders, le personnage bigot du dessin animé Les Simpson[58].

## Commission de l'agriculture
Selon l'organisation indépendante Environmental Working Group, de 2003 à 2005, 15 milliards de dollars de subventions agricoles ont été distribués aux districts électoraux des membres de la commission de l'agriculture de la Chambre des représentants. Marilyn Musgrave aurait permis à son propre district d'obtenir 330 millions de dollars.

## Polémiques

### Collecte de fonds de 2002
Lors de l'élection législative de 2002, Marilyn Musgrave fut critiquée pour les liens étroits que sa campagne électorale entretenait avec Larry Pratt, le dirigeant des Gun Owners of America (GOA). Ces derniers ont donné 5 000 dollars pour sa campagne et Larry Pratt a écrit des lettres appelant à collecter des fonds à destination de Marilyn Musgrave. La mauvaise publicité qui avait été faite autour de la proximité de Larry Pratt avec des groupes et des publications extrémistes, ainsi que les apparitions de celui-ci à des événements pro-milices et suprémacistes blancs, l'avait conduit à démissionner de la fonction qu'il exerçait au sein de la campagne présidentielle de Pat Buchanan en 1996. Guy Short, à l'époque directeur de la campagne de Marilyn Musgrave, indiqua que cette dernière n'était pas au courant des liens qui unissaient Larry Pratt à ces causes extrémistes, et minimisa leur importance. 
Une plainte est déposée contre le lobbyiste Dudley Brown, un allié de longue date de Marilyn Musgrave et dirigeant des Rocky Mountain Gun Owners, la section locale des GOA. Selon l'agence Associated Press, Dudley Brown a écrit, le 21 janvier 2002, une lettre sollicitant des dons pour la campagne législative de Marilyn Musgrave. La plainte comportait la déclaration suivante : « En tant que lobbyiste enregistré, il est clairement défendu à M. Brown de collecter des fonds alors que l'Assemblée Générale [du Colorado] est en session ». Dudley Brown qualifia la plainte de « fugace ».

### Siège de campagne
En 2004, son bureau de représentante et son siège de campagne sont situés au même endroit : au 5401 Stone Creek Circle à Loveland dans le Colorado. Or ceci est théoriquement interdit par la loi électorale puisque cela signifie qu'elle se sert des moyens qui lui sont attribués en tant que membre du Congrès, pour faire sa campagne électorale. Celle-ci est dirigée depuis ce qui était alors appelée la suite 777, tandis que son bureau de représentante est établi dans la suite 204. L'immeuble dispose de seulement deux étages. Les suites 777 et 204 se trouvent au second étage. Les deux seuls accès au siège de campagne se font depuis une porte extérieure et depuis le bureau de représentante lui-même. Ceri Anderson, l'agent immobilier qui s'occupe de cet immeuble déclare en octobre 2004, dans un article du Journal-Advocate, un quotidien local, que la porte extérieure en question, est une porte coupe-feu comportant une alarme et que les militants qui travaillent au siège de campagne l'utilisent comme entrée principale. Elle affirme aussi que les deux bureaux ont des contrats de bail séparés. L'éditeur du Fort Morgan Times, un autre quotidien local, rapporte que le plan des sols de l'immeuble indique quatre suites à chaque étage et que les suites 201 à 203 étaient occupés par d'autres locataires. La suite 204 a donc vraisemblablement été divisée en deux suites pour les besoins de la campagne législative.
En octobre 2006, Ceri Anderson raconte dans le Greeley Tribune, que la porte intérieure communiquant entre les deux bureaux était fermée à clé et que les militants de la campagne électorale n'auraient pas pu l'utiliser pour entrer dans le bureau de représentante.